# Anti-Dühring

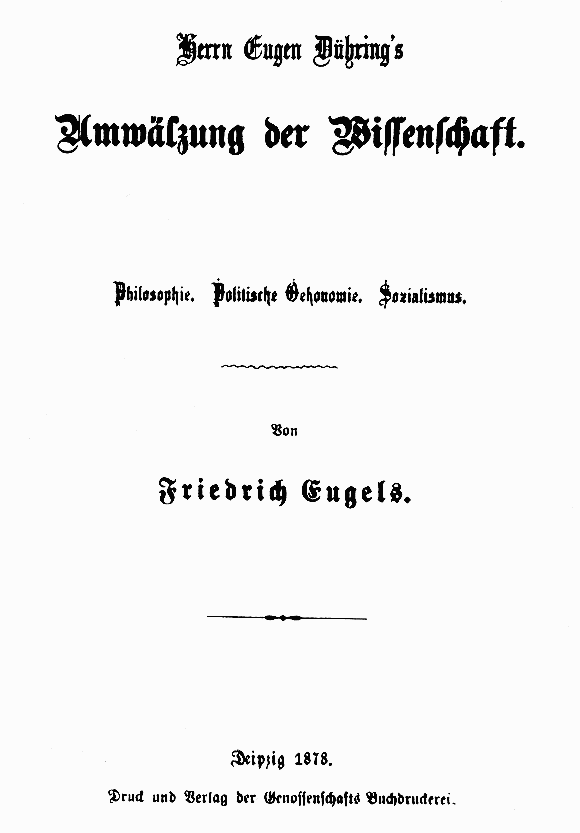
A edição alemã.

Anti-Dühring (em alemão Herrn Eugen Dührings Umwälzung der Wissenschaft) é um livro escrito por Friedrich Engels, publicado pela primeira vez em 1878. A primeira edição saiu em série para um jornal, em alemão.
Este livro foi a contribuição mais importante de Engels para a teoria marxista. Seu título completo "O Senhor Eugen Dühring Revoluciona a Ciência" tem significado irônico e polêmico. O título Anti-Dühring remete a um escrito de Júlio César, o Anti-Catão.
O livro aborda filosofia, economia política e socialismo, e é uma resposta ao filósofo Eugen Dühring, que havia produzido a sua própria versão de socialismo, com a intenção de substituir o marxismo. Como Marx estava ocupado naquele momento escrevendo O Capital, Engels assumiu a elaboração desse escrito de defesa. No entanto, o próprio Marx ajudou na elaboração da parte de Economia Política.
Entre os comunistas, o livro é uma obra popular e ampla, considerada, como Engels escreveu a Marx, uma tentativa "de produzir um levantamento enciclopédico de nossa concepção dos problemas filosóficos, científico-naturais e históricos."
Parte do livro foi publicado separadamente no ensaio Do Socialismo Utópico ao Socialismo Científico.